# Наска линије
Наска линије су огромни геоглифи на Наска-висоравни близу истоименог града Наска у Перуу. Насканске линије се простиру на простору од 500 km². Неке имају дужину до 20 км, постоје у облику троугла, као и фигура, на пример људи, мајмуна, птица и китова, величине од десет до неколико стотина метара.
Често су линије обликоване неколико центиметара у дубину тла. Због огромне величине видљиве су само из велике удаљености. Унеско их је прогласио културном баштином 1994. Налазе се између града Наска и Палпе у Панпас де Јуманиоко, 400 километара јужно од Лиме. Учењаци верују да су линије настале у време Наска културе између 400. и 650. године нове ере.

## Откриће и конструкција
Након што су људи путовали авионом преко ове области и приметили линије, антрополози су почели да их проучавају. Заједнички утисак свих истраживача је био да нису могли да објасне како су линије направљене.
Научници су формулисали теорију по којој је Наска народ користио просте алате и опрему за мерење да би конструисао линије. Студије су пронашле комаде дрвета на крају неких линија, што подржава ову теорију. Један такав комад послат је на карбонску анализу и основу за утврђивања времена када је комплекс настао. Истраживач Џо Никел из Универзитета у Кентакију репродуковао је фигуре коришћењем алата и технологије која је била доступна народу Наске. Национална Географија назвала је овај рад „изузетним у тачности“ када га је упоређивала са оригиналним линијама. Пажљивим планирањем и сличном технологијом, мала група људи и веће линије од Наска линија без посебне помоћи.